# Mats Örbrink
Mats Örbrink, född 7 januari 1951, är en svensk journalist och TV-chef.
Örbrink har en bakgrund som nattchef på Aftonbladet och ledde tidningens inledande rapportering om Palmemordet. Han var senare producent på Strix Television. År 1993 blev han programchef för TV3. Hösten 1994 bestämde TV3 att kanalens nyhetsprogram skulle flytta från London till Stockholm. Örbrink blev då vd för ScanNews, det bolag inom Kinnevikkoncernen som skulle producera nyhetsprogrammet. Det nya Stockholmsbaserade nyhetsprogrammet TV3 Direkt började sända den 6 mars 1995.
Senare under 1995 gick han över till konkurrenten Femman för att bli kanalens programdirektör. Under hans tid på kanalen sjösattes en större satsning på svensk egenproduktion. Han lämnade detta uppdrag hastigt i november 1998. Han gick istället över till det nystartade TV-bolaget Kunskaps-TV (senare omdöpt till K World). Han lämnade K World under år 2000.
Örbrink anställdes senare av TV4 där han blev inköpschef, senare chef för nya kanaler och år 2006 utsågs till utvecklingschef.
Han lämnade snart TV4 för att bli programdirektör på nordiska Canal+. År 2008 köpte TV4 Canal+. År 2010 avskaffades den separata tjänsten som programdirektör för Canal+ och Örbrink blev rådgivare inom TV4-gruppen.